# 世界革命浪人
世界革命浪人（せかいかくめいろうにん）とは、世界ソビエト社会主義共和国（以降、「共和国」とする）の樹立運動を通じて、「世界革命」の理念を説く者を指す太田竜の造語。「ゲバリスタ」ともいう。

## 概要
太田竜の定義によると、他の新左翼人士のように群れて行動するのではなく、単身で「辺境最深部」に乗り込み、「現代文明」に囚われた自己を変革し、新たに原始共産制の価値観を身に付け、自分の身近にいる窮民を糾合して一気に反撃に転ずる闘争者が「世界革命浪人」としている。
具体的にはアイヌ革命論や沖縄独立運動を煽ることで、日本の民族問題を意図的に深刻化・過激化させ、アイヌ民族や沖縄人の対日排外主義のエネルギーを「世界革命」の原動力にすべく活動した。ちなみに提唱者の太田は「アイヌモシリ」を自らが飛び込むべき「辺境最深部」とした。

## 世界革命浪人になるための諸要件
世界革命浪人たらんとする者は、次の諸要件を兼ね備えなければならない。
- 家族制度の否定
「夫」「妻」「子」「恋人」がいる者は、「私有財産の肯定」を身をもって体現している者であり、真っ先に否定されなければならない。ただ性欲の全面否定・禁欲の勧めというわけではなく、「一夜限りの関係」など一時的なパートナーとしての存在は認める。その結果、誕生した子女については、母親から離され共和国当局が責任をもって養育する。
- 私有財産の否定
前項の人間関係以外の動産・不動産を所有することも無論否定される。既に所有している者は、その権利を放棄して共和国のために共同使用される。
- 麻薬・アルコールの禁止
医師の処方という正当な理由なくして、麻薬やアルコールを用いてはならない。よってこれらの依存症患者は世界革命浪人になる資格はない。
- 多言語話者
世界革命浪人は世界を股にかけた闘争をしなければならないので、最低でも母語を含めて4言語以上を習得しなければならない。例えば日本を闘争の拠点にしている者は、「日本語」「朝鮮語」「琉球語」「アイヌ語」を習得しなければならない。
- 機動性
共和国当局から指令が下ったら、24時間以内に他の場所へ移る準備を完了しなければならない。

もっとも提唱者の太田は、1973年頃に「私有財産を肯定」する結婚をし、その妻を「一時的なパートナー」として離婚することもなく、「終生の伴侶」として添い遂げた。